# Hanley (Saskatchewan)
Pour les articles homonymes, voir Hanley (homonymie).
Hanley est une ville de la Saskatchewan au Canada.

## Géographie
La localité de Hanley est située dans le sud de la province de Saskatchewan, à 65 km au sud de la ville de Saskatoon.

## Démographie
| 2011 | 2016 | 2021 |
| ---- | ---- | ---- |
| 522  | 511  | 540  |